# United Nations Satellite Centre
United Nations Satellite Centre (UNOSAT)  är en internationell organisation inom FN, grundad 2001. 
Den fungerar som undergrupp inom United Nations Institute for Training and Research (UNITAR), och förser FN med pengar, program och enheter inom analysen av satelliter. 